# Hüseyin Çimşir
Hüseyin Çimşir (Araklı, 26 de maio de 1979) é um futebolista turco que atua como meio campista e zagueiro.